# Passation des pouvoirs
La passation des pouvoirs est une cérémonie intervenant, dans diverses structures ou divers corps sociaux, entre l'ancien titulaire d'une fonction et son remplaçant.

## Histoire
Dans la Rome antique, les nouveaux consuls commençaient leur mandat d'un an chaque 1er janvier.

## Changement de gouvernement

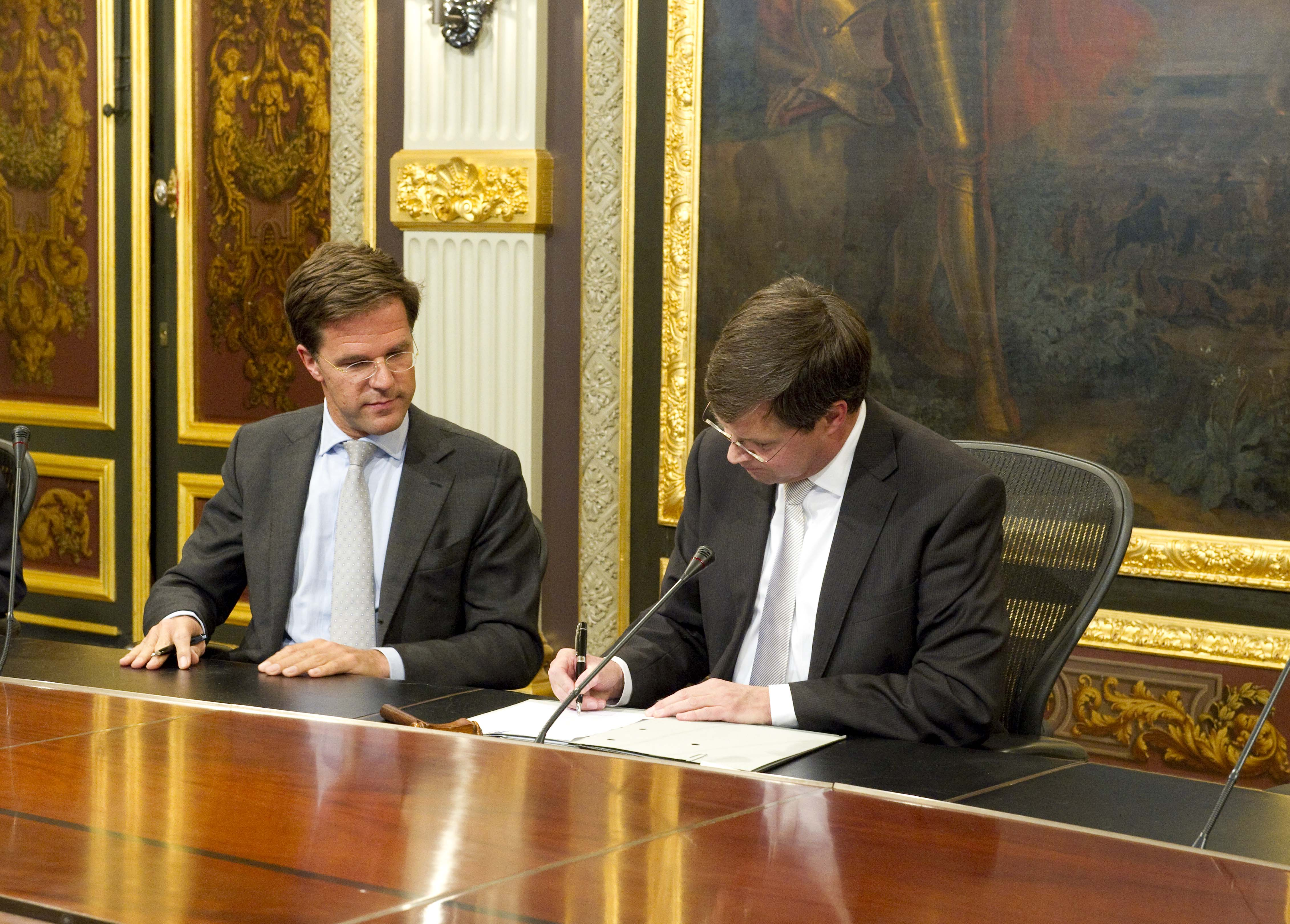
Le Premier ministre des Pays-Bas Jan Peter Balkenende (droite) signe des documents de passation de pouvoirs à son successeur, Mark Rutte (gauche).

Par exemple, à l'occasion d'un changement de gouvernement, le ou les responsables ayant préalablement démissionné de leurs fonctions ont pour habitude d'expédier les affaires courantes jusqu'à la nomination de leurs successeurs et la cérémonie de passation des pouvoirs, qui intervient généralement le lendemain ou le surlendemain.

## Passation formelle
Dans certains cas bien particuliers, il peut y avoir effectivement transmission de pouvoirs réels entre l'ancien et le nouveau titulaire de la fonction. 

### Présidence de la République française
L'investiture du président de la République française est une cérémonie officielle marquant le début du mandat d'un nouveau président de la République après son élection présidentielle.
La Constitution de la Ve République ne mentionne aucune règle établie concernant le déroulement de l'investiture. Cependant, avec les années, des traditions diverses et variées sont apparues, ce qui a fait de l'investiture plus seulement une simple passation de pouvoir mais un événement durant une journée entière et incluant des parades, des discours, des hommages civils et militaires, et des fêtes, en général. Contrairement à de nombreux autres pays, elle ne comporte aucune prestation de serment.

### Présidence des États-Unis
L'Inauguration Day (en français : « Jour d'investiture ») est le jour de janvier où le président élu prête serment et prend ses fonctions comme président des États-Unis. Le vice-président prête également serment et entre en fonction le même jour.
Le dernier Inauguration Day s'est déroulé le 20 janvier 2025 avec l'investiture de Donald Trump comme 47e président des États-Unis. 